# Jouvea
Jouvea is een geslacht uit de grassenfamilie (Poaceae). De soorten komen voor in Noord- en Zuid-Amerika.

## Soorten
De Catalogue of New World Grasses [12 april 2010] erkent de volgende soorten:
- Jouvea pilosa
- Jouvea straminea